# Spe Salvi

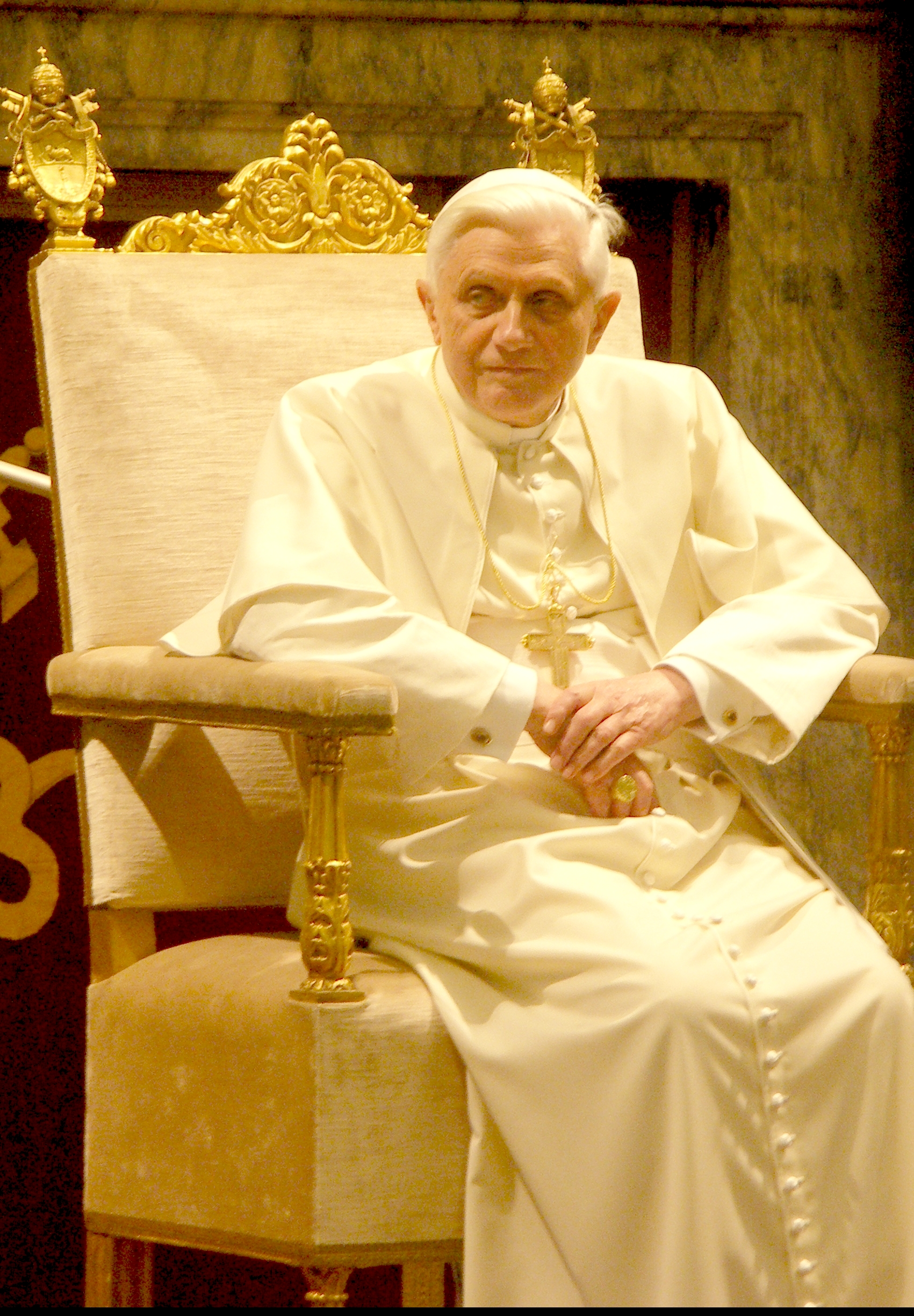
Paus Benedictus XVI

Spe salvi (Latijn voor In hoop gered) is de tweede encycliek van paus Benedictus XVI, die verscheen op 30 november 2007. De encycliek strekt zich uit van de Brief van Paulus aan de Romeinen, waaraan de begin zin is ontleend (Rom 8:24: In deze hoop zijn we gered. Als we echter nu al zouden zien waarop we hopen, zou het geen hoop meer zijn. Wie hoopt er nog op wat hij al kan zien?), tot het begrip hoop in het vroege christendom, tot het werk van kerkvader Augustinus, tot het moderne denken over hoop. Met deze encycliek heeft de paus het tweede deel geconcipieerd van een verwacht encycliekendrieluik over de Christelijke Deugden: Geloof, Hoop en Liefde. Benedictus' eerste encycliek - Deus Caritas Est - behandelde de laatste Christelijke deugd. Spe Salvi is vooral een theologisch traktaat, waarin de paus het begrip hoop zoekt theologisch te duiden.

## Indeling van de encycliek
1. Inleiding
2. Geloof is hoop
3. Het begrip van de hoop van het geloof in het Nieuwe Testament en in de vroege Kerk
4. Eeuwig leven – wat is dat?
5. Is de christelijke hoop individualistisch?
6. De omvorming van het christelijke “geloofshoop” in de moderne tijd
7. De ware vorm van de christelijke hoop
8. “Plaatsen” om de hoop te leren en te beoefenen 
  1. Het gebed als leerschool van de hoop
  2. Handelen en lijden als context voor het leren van de hoop
  3. Het oordeel als context om de hoop te leren en te beoefenen
9. Maria, ster  van de hoop

De eerste zes hoofdstukken zijn te lezen als een Begriffsgeschichte van de hoop. Aan de hand van oude teksten en verhelderd met voorbeelden geeft de paus weer hoe het begrip in de loop van de geschiedenis steeds een nieuwe betekenis heeft gekregen. Voor wat betreft de moderne tijd, brengt Benedictus het leven van de Soedanese heilige Jozefina Bakhita in herinnering. In de encycliek neemt de paus stelling tegen zowel het marxisme als tegen de bevrijdingstheologie. Ten slotte identificeert de paus Maria als het baken van de christelijke hoop.